# Hungarian International 2013
Die Hungarian International 2013 fanden vom 31. Oktober bis zum 3. November 2013 in Budaörs statt. Es war die 38. Auflage dieser internationalen Meisterschaften im Badminton von Ungarn.

## Sieger und Platzierte
| Disziplin    | Gold                               | Silber                              | Bronze                                 |
| ------------ | ---------------------------------- | ----------------------------------- | -------------------------------------- |
| Herreneinzel | Ernesto Velazquez                  | Raul Must                           | Pablo Abián                            |
| Herreneinzel | Ernesto Velazquez                  | Raul Must                           | Kian Andersen                          |
| Dameneinzel  | Olga Golovanova                    | Soraya de Visch Eijbergen           | Anna Thea Madsen                       |
| Dameneinzel  | Olga Golovanova                    | Soraya de Visch Eijbergen           | Panuga Riou                            |
| Herrendoppel | Albert Saputra Viki Indra Okvana   | Frederik Colberg Mikkel Mikkelsen   | Magnus Sahlberg Mattias Wigardt        |
| Herrendoppel | Albert Saputra Viki Indra Okvana   | Frederik Colberg Mikkel Mikkelsen   | Bastian Kersaudy Gaëtan Mittelheisser  |
| Damendoppel  | Olga Golovanova Viktoriia Vorobeva | Celine Juel Josephine van Zaane     | Chloe Birch Emily Westwood             |
| Damendoppel  | Olga Golovanova Viktoriia Vorobeva | Celine Juel Josephine van Zaane     | Soraya de Visch Eijbergen Myke Halkema |
| Mixed        | Robin Tabeling Myke Halkema        | Viki Indra Okvana Gustiani Megawati | Søren Gravholt Celine Juel             |
| Mixed        | Robin Tabeling Myke Halkema        | Viki Indra Okvana Gustiani Megawati | Anton Kaisti Jenny Nyström             |